# Conny Andersson
Conrad "Conny" "Connie" Leif Andersson (Alingsås, 28 dicembre 1939) è un ex pilota automobilistico svedese di Formula 1.
Dopo aver iniziato l'attività sportiva nel motorismo con le gare di motocross ha corso per vari anni in Formula 3 per infine approdare alla Formula 1 nella stagione 1976 e in quella successiva. In questi due anni ha preso parte alle qualifiche per 5 volte prendendo però il via in un unico Gran Premio, quello d'Olanda del 1976 al volante di una Surtees.

## Risultati in Formula 1
| 1976 | Scuderia | Vettura |  |  |  |  |  |  |  |  |  |  |  |     |  |  |  |  |  | Punti | Pos. |
| ---- | -------- | ------- |  |  |  |  |  |  |  |  |  |  |  | --- |  |  |  |  |  | ----- | ---- |
| 1976 | Surtees  | TS19    |  |  |  |  |  |  |  |  |  |  |  | Rit |  |  |  |  |  | 0     |      |

| 1977 | Scuderia | Vettura |  |  |  |  |    |  |    |    |    |  |  |  |  |  |  |  |  | Punti | Pos. |
| ---- | -------- | ------- |  |  |  |  | -- |  | -- | -- | -- |  |  |  |  |  |  |  |  | ----- | ---- |
| 1977 | BRM      | P207    |  |  |  |  | NQ |  | NQ | NQ | NQ |  |  |  |  |  |  |  |  | 0     |      |

| Legenda | 1º posto     | 2º posto | 3º posto    | A punti         | Senza punti/Non class.  | Grassetto – Pole position Corsivo – Giro più veloce |
| Legenda | Squalificato | Ritirato | Non partito | Non qualificato | Solo prove/Terzo pilota | Grassetto – Pole position Corsivo – Giro più veloce |